# Mennybemenetel templom (Nagyiklód)
A nagyiklódi görögkatolikus Mennybemenetel templom egy műemlékké nyilvánított épület Romániában, Kolozs megyében. A romániai műemlékek jegyzékében a CJ-II-m-B-07684 sorszámon szerepel.